# Longana

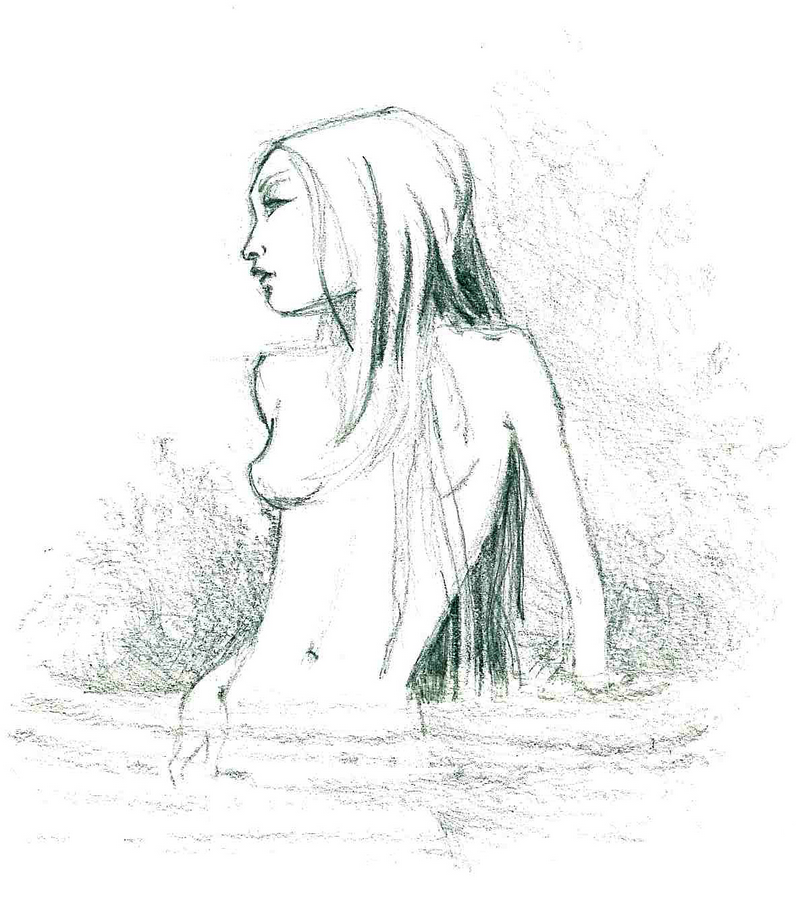
Disegno stilizzato di una Longana.

Il nome Longana (o a seconda del luogo, come in Oltrepiave e Auronzo Anguana) indica una creatura acquatica fantastica di sesso femminile tipica della tradizione del Cadore e Comelico (soprattutto Lozzo di Cadore). Nella tradizione questo essere suole vivere in gruppo in grotte o anfratti rocciosi che nella toponimia locale prendono il suo nome: esiste a Vallesella un anfratto detto "Bùs de le Longane" e a Lozzo un sasso detto "Sass de le Longane".
Nel vicino Comelico alcuni suggeriscono che le stesse fossero in realtà le rappresentanti femminili di una popolazione ungara migrata in quei territori che viveva di legname e pastorizia al margine del bosco e che avevano colpito l'immaginazione degli abitanti di quelle valli per l'altezza e le fattezze.
Sono raffigurate come donne bellissime e molto intelligenti, ma con arti inferiori di capra, e poste dalla loro duplice natura in diretta comunicazione con lo spirito silvestre che conferisce loro poteri straordinari di predizione degli eventi naturali.
Nella versione domeggese della leggenda un uomo, capostipite della importante famiglia Da Deppo, si invaghisce di una Longana e la fa sua sposa, a patto che lui non le ricordi mai le sue origini. Dopo anni prosperi, in seguito a una mietitura precoce del grano da parte della Longana che aveva previsto una tempesta, l'uomo la insulta chiamandola "piè di capra" e la Longana sparisce nei boschi lasciando i figli nati dall'unione.
Nella leggenda delle Longane appaiono molti "topos" delle tradizioni orali: l'ambiguità della donna, la natura silvana mezzo umano/mezzo animale, i rituali di purificazione nei bagni notturni che solevano praticare queste creature.